# Торотадзе, Амиран Акакиевич
Амиран Акакиевич Торотадзе (1934 — ?) — чаевод колхоза имени Ленина Махарадзевского района Грузинской ССР. Герой Социалистического Труда (27.12.1976).

## Биография
Родился в 1934 году в селе Лихаури Махарадзевского района Грузинской ССР ныне — Озургетский муниципалитет края Гурия Грузии) в семье колхозников-чаеводов. Грузин.
С 6-летнего возраста он самостоятельно работал на сборе чая, а в 11 лет, в 1945 году, собрал за сезон 5,5 тонн чайного листа. После окончания сельской школы вступил в местный колхоз имени Ленина и всю жизнь посвятил выращиванию сортового зелёного чая. Амирана Торотадзе отличали богатырская сила и рабочая удаль в сборе чайного листа.
В течение всей страды пятимесячного сезона он собирал спелые флеши в любую погоду не только днём, но часто и ночью — в ту пору, когда чайный куст вегетирует особенно бурно и несвоевременный сбор листа угрожает потерей части урожая. Он освещал свой участок по ночам прожектором и продолжал работу, довольствуясь самым необходимым коротким отдыхом.
Свои трудовые показатели Амиран Торотадзе повышал от сезона к сезону. По итогам работы в 8-й пятилетке (1966—1970) награждён орденом «Знак Почёта».
В первом году 9-й пятилетки (1971—1975) он собрал 13 тонн листа, в последующие годы кривая собранного им чайного урожая нарастала по таким этапам: 17,8; 18,5; 22,4; 24,2 тонны. Всего за 9-ю пятилетку Торотадзе собрал 95,9 тонны чая.
За особо высокие показатели в сборе чая в 1973 году награждён орденом Ленина.
За 24 года работы на чайных плантациях колхоза имени Ленина чаевод Торотадзе собрал 425 тонн чайного листа, в среднем он собирал по 17,7 тонны чая за сезон. Самые высокие «женские» рекорды он из года в год перекрывал почти в два раза. В 1976 году Амиран Акакиевич одержал фантастическую трудовую победу — он собрал 25 206 килограммов чайного листа, причём 82 процента сдал первым сортом, вместо плановых 70 процентов.
Указом Президиума Верховного Совета СССР от 27 декабря 1976 года за выдающиеся успехи, достигнутые во Всесоюзном социалистическом соревновании, проявленную трудовую доблесть в выполнении планов и социалистических обязательств по увеличению производства и продажи государству чайного листа и других сельскохозяйственных продуктов в 1976 году, Торотадзе Амирану Акакиевичу присвоено звание Героя Социалистического Труда с вручением ордена Ленина и золотой медали «Серп и Молот».
В его родном колхозе имени Ленина Махарадзевского района, в котором трудилось сотни прекрасных мастеров-чаеводов, никто не собирал такого урожая чайного листа, как Амиран Торотадзе. Его способности собирать высокие урожаи чая вызывали удивление, восхищение и почёт, его называли «Лихаурский волшебник», «Два кило листа в минуту», «Человек-комбайн».
Избирался депутатом сельского Совета депутатов трудящихся.
Проживал в родном селе Лихаури Озургетского муниципалитета.

## Награды
- Золотая медаль «Серп и Молот» (27.12.1976);
- орден Ленина (12.12.1973)
- орден Ленина (27.12.1976)
- орден «Знак Почёта» (08.04.1971)
- Медаль «В ознаменование 100-летия со дня рождения Владимира Ильича Ленина»
- Медаль «За доблестный труд в Великой Отечественной войне 1941—1945 гг.»

- и другими
- Отмечена дипломами и почётными грамотами.